# 3539 Weimar
3539 Weimar è un asteroide della fascia principale. Scoperto nel 1967, presenta un'orbita caratterizzata da un semiasse maggiore pari a 2,6570756 UA e da un'eccentricità di 0,1575230, inclinata di 13,64115° rispetto all'eclittica.